# Pezizomycotina
Pezizomycotina O.E. Erikss. & Winka – klad w obrębie workowców. Jest to niedawno utworzony takson obejmujący grupę grzybów mającą wspólnego przodka. Do grupy tej należy większość grzybów tworzących worki. W zależności od przyjętego nazewnictwa może być w randze podtypu lub podgromady.

## Charakterystyka
Większość gatunków grupy Pezizomycotina tworzy regularnie septowane prostymi przegrodami strzępki. Przegrody te dzielą strzępkę na komórki. Na przegrodach występują pojedyncze pory umożliwiające cytoplazmom sąsiednich komórek kontakt. Są też ciałka Woronina, których zadaniem jest uszczelnienie przegrody w przypadku uszkodzenia strzępki. W komórkach Pezizomycotina (z nielicznymi wyjątkami) występuje pojedyncze, haploidalne jądro.
Cykle życiowe są bardzo pleomorficzne. U różnych gatunków występuje 0–1 etapów płciowych podziałów mejotycznych i 0-wiele bezpłciowych etapów podziałów mitotycznych. Te postacie grzybów, które rozmnażają się bezpłciowo nazywane są anamorfami, postacie rozmnażające się płciowo to teleomorfy. W przypadku niektórych gatunków rozmnażanie bezpłciowe jest w ogóle nieznane. Często ten sam gatunek opisany jest pod dwoma nazwami naukowymi; jedna nazwa dotyczy anamorfy, druga teleomorfy. Dzieje się tak dlatego, gdyż często rozwijają się one w różnym czasie i w różnych miejscach i nie znamy połączeń między tymi postaciami.

## Systematyka
Według Index Fungorum bazującym na Dictionary of the Fungi do Pezizomycotina należą:
- podtyp Pezizomycotina
  - klasa Arthoniomycetes O.E. Erikss. & Winka 1997
  - klasa Candelariomycetes Voglmayr & Jaklitsch 2018
  - klasa Coniocybomycetes M. Prieto & Wedin 2013
  - klasa Dothideomycetes O.E. Erikss. & Winka 1997
  - klasa Eurotiomycetes O.E. Erikss. & Winka 1997
  - klasa Geoglossomycetes Zheng Wang, C.L. Schoch & Spatafora 2009
  - klasa Laboulbeniomycetes Zheng Wang, C.L. Schoch & Spatafora 2009
  - klasa Lecanoromycetes Engl. 1897
  - klasa Leotiomycetes O.E. Erikss. & Winka 1997
  - klasa Lichinomycetes Reeb, Lutzoni & Cl. Roux 2004
  - klasa Orbiliomycetes O.E. Erikss. & Baral 2003
  - klasa Pezizomycetes O.E. Erikss. & Winka 1997
  - klasa Sareomycetes Beimforde, A.R. Schmidt, Rikkinen & J.K. Mitch. 2020
  - klasa Sordariomycetes O.E. Erikss. & Winka 1997
  - klasa Xylobotryomycetes Voglmayr & Jaklitsch 2018
  - klasa Xylonomycetes Gazis & P. Chaverri 2012
  - klasy incertae sedis:
    - rząd Lahmiales O.E. Erikss. 1986
    - rząd Lauriomycetales Hern.-Restr., R.F. Castañeda & Guarro 2017
    - rząd Thelocarpales Lücking & Lumbsch 2016
    - rząd Triblidiales O.E. Erikss. 1992
    - rząd Vezdaeales Lumbsch & Lücking 2016
    - rząd Wiesneriomycetales J.D.P. Bezerra, R.J.V. Oliveira, Souza-Motta, J.Z. Groenew. & Crous 2016
    - rzędy incertae sedis